# Coppa di Francia 1963-1964
La Coppa di Francia 1963-1964 è stata la 47ª edizione della coppa nazionale di calcio francese.

## Risultati

### Trentaduesimi di finale
| Squadra 1           | Risultato   | Squadra 2                    |
| ------------------- | ----------- | ---------------------------- |
| Pays d'Aix          | 3 - 1 (dts) | Olympique Marsiglia          |
| Mulhouse            | 3 - 1       | Montceau Bourgogne           |
| FC Nancy            | 2 - 1       | Cambrai                      |
| Nizza               | 4 - 2       | Gazélec Ajaccio              |
| RC Paris            | 2 - 1       | Calais RUFC                  |
| Stade Reims         | 4 - 2       | Stade Français               |
| Rouen               | 2 - 0       | CA Vitry-sur-Seine           |
| Saint-Étienne       | 2 - 0       | Stade Saint-Germain          |
| Red Star            | 4 - 2       | Rennes                       |
| Sedan-Torcy         | 3 - 1 (dts) | Boulogne                     |
| Pierrots Vauban     | 5 - 2       | AS Talange                   |
| Tolone              | 1 - 1 (dts) | Cannes                       |
| Valenciennes        | 1 - 0       | Quevilly-Rouen               |
| Strasburgo          | 2 - 0       | Besançon                     |
| CA Montreuil        | 5 - 1       | FC Libourne                  |
| Monaco              | 2 - 1 (dts) | Thiers                       |
| Metz                | 3 - 0       | Chaumont                     |
| Angers              | 2 - 0       | AAJ Blois                    |
| Albigeoise          | 2 - 1       | Martigues                    |
| Agde                | 0 - 0 (dts) | ES Bagnols-sur-Sèze-Marcoule |
| Béziers             | 2 - 1       | Annecy                       |
| Bordeaux            | 2 - 1       | Tolosa                       |
| AS Bagneaux-Nemours | 2 - 1       | Stade Béthunois              |
| Châteauroux         | 6 - 1       | Stade Morlaisien             |
| Cherbourg           | 1 - 1 (dts) | Le Havre                     |
| Olympique Lione     | 2 - 1       | Nîmes                        |
| Nantes              | 7 - 0       | Stade Camblanais             |
| Lilla               | 1 - 1 (dts) | Feignies-Aulnoye             |
| Lens                | 1 - 1 (dts) | Roubaix-Tourcoing            |
| Forbach             | 2 - 0       | AS Orléans                   |
| SO Cholet           | 5 - 0       | Jeunesse Villenavaise        |
| Sochaux             | 3 - 2 (dts) | Grenoble                     |

#### Spareggi
| Squadra 1 | Risultato   | Squadra 2                    |
| --------- | ----------- | ---------------------------- |
| Tolone    | 4 - 1       | Cannes                       |
| Agde      | 2 - 2 (dts) | ES Bagnols-sur-Sèze-Marcoule |
| Cherbourg | 2 - 1       | Le Havre                     |
| Lilla     | 1 - 0       | Feignies-Aulnoye             |
| Lens      | 1 - 0       | Roubaix-Tourcoing            |

#### Replay
| Squadra 1 | Risultato | Squadra 2                    |
| --------- | --------- | ---------------------------- |
| Agde      | 3 - 0     | ES Bagnols-sur-Sèze-Marcoule |

### Sedicesimi di finale
| Squadra 1             | Risultato   | Squadra 2           |
| --------------------- | ----------- | ------------------- |
| Bordeaux              | 4 - 0       | Metz                |
| Valenciennes          | 2 - 1       | Saint-Étienne       |
| Tolone                | 2 - 1       | SO Cholet           |
| Strasburgo            | 3 - 0       | AS Bagneaux-Nemours |
| Pierrots Vauban (dts) | 1 - 1       | Agde                |
| Sochaux               | 2 - 1       | Monaco              |
| Red Star              | 1 - 1 (dts) | Châteauroux         |
| Rouen                 | 0 - 0 (dts) | Béziers             |
| Stade Reims           | 3 - 3 (dts) | Lilla               |
| RC Paris              | 1 - 0       | Pays d'Aix          |
| Cherbourg             | 0 - 0 (dts) | Albigeoise          |
| Lens                  | 1 - 1 (dts) | Angers              |
| Olympique Lione       | 2 - 0       | Forbach             |
| FC Nancy              | 2 - 1       | Mulhouse            |
| Nantes                | 1 - 0       | Sedan-Torcy         |
| Nizza                 | 2 - 1       | CA Montreuil        |

#### Spareggi
| Squadra 1       | Risultato   | Squadra 2   |
| --------------- | ----------- | ----------- |
| Pierrots Vauban | 1 - 1 (dts) | Agde        |
| Red Star        | 3 - 1       | Châteauroux |
| Rouen           | 1 - 0       | Béziers     |
| Stade Reims     | 2 - 1       | Lilla       |
| Cherbourg       | 1 - 0       | Albigeoise  |
| Lens            | 2 - 1       | Angers      |

#### Replay
| Squadra 1       | Risultato   | Squadra 2 |
| --------------- | ----------- | --------- |
| Pierrots Vauban | 1 - 1 (dts) | Agde      |
| Pierrots Vauban | 2 - 1 (dts) | Agde      |

### Ottavi di finale
| Squadra 1       | Risultato   | Squadra 2       |
| --------------- | ----------- | --------------- |
| Bordeaux        | 1 - 0       | Tolone          |
| Lens            | 4 - 2 (dts) | Sochaux         |
| Olympique Lione | 3 - 0       | Cherbourg       |
| Nantes          | 1 - 0       | Strasburgo      |
| Nizza           | 1 - 0       | Stade Reims     |
| Rouen           | 2 - 1       | RC Paris        |
| Valenciennes    | 2 - 0       | FC Nancy        |
| Red Star        | 1 - 0       | Pierrots Vauban |

### Quarti di finale
| Squadra 1       | Risultato | Squadra 2 |
| --------------- | --------- | --------- |
| Olympique Lione | 2 - 1     | Lens      |
| Bordeaux        | 2 - 0     | Red Star  |
| Valenciennes    | 1 - 0     | Rouen     |
| Nantes          | 4 - 1     | Nizza     |

### Semifinali
| Squadra 1       | Risultato | Squadra 2    |
| --------------- | --------- | ------------ |
| Olympique Lione | 2 - 0     | Valenciennes |
| Bordeaux        | 2 - 0     | Nantes       |

### Finale
| Arbitro: | Henri Faucheux |

| |            | |
| Combin 11’, 26’ | Marcatori  | |
| Marcel Aubour Jean Djorkaeff Thadée Polak Aimé Mignot Lucien Degeorges Marcel Leborgne Jean Dumas Fleury Di Nallo Nestor Combin Guy Hatchi Ángel Rambert | Formazioni | Jean-Claude Ranouil Gilbert Moevi Claude Rey André Chorda Francisco Navarro Guy Calléja Karounga Keita Gabriel Abossolo Héctor De Bourgoing Aimé Gori Laurent Robuschi |
| Lucien Jasseron | Allenatori | Salvador Artigas |